# Italo-colombiani
Un italo-colombiano è una persona nata in Colombia con antenati italiani, o un italiano ivi residente da molti anni.

## Origini dell'emigrazione

### Periodo coloniale
L'enorme immigrazione italiana nelle Americhe ha influenzato anche la Colombia. La presenza degli italiani nella Colombia è iniziata dal momento dell'arrivo di Cristoforo Colombo e Amerigo Vespucci. Il nome "Colombia", datole da Francisco de Miranda, deriva dal nome dell'italiano che scoprì l'America.
Martino Galeano è stato uno dei più importanti "conquistadores" del territorio attuale della Colombia (Nuovo Regno di Granada). Come capitano di fanteria, guidò la campagna militare nell'esplorazione e la conquista del territorio in emissione Pedro Fernández de Lugo, che sbarcò a Santa Marta, in Colombia nel 1535. In seguito fondò la città di Velez, a Santander, essendo assessore della stessa e cofondatore dell’attuale capitale della Colombia: Bogotà.
Nel XVIII secolo, sulla nave Santa Rosa, l'artigliere navale Giovanni Andrea Botero viaggiò dal porto di Cadice alla città di Cartagena de Indias, nel gennaio 1716, al servizio della corona spagnola. Botero nacque nella Repubblica di Genova e a causa di una malattia dovette chiedere il permesso, non essendo spagnolo, per soggiornare nel territorio del Vicereame della Nuova Granada. Si trasferì all'interno del paese e si stabilì nel comune di Rionegro, Valle de San Nicolás, Antioquia, dove si dedicò all'agricoltura e all'estrazione dell'oro, fondando lì questa famiglia in Colombia.

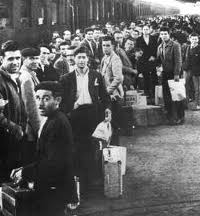
Italiani in Colombia

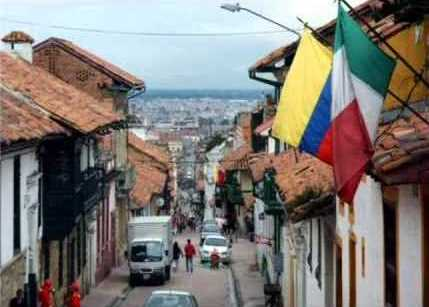
Bandiere dell'Italia e della Colombia a Bogotà

### Colombia indipendente
Pochissimi italiani sono arrivati in Colombia prima dei moti indipendentisti capeggiati da Simón Bolívar, tuttavia alcune centinaia di monaci venuti dall'Italia principalmente come sacerdoti e missionari erano presenti nel Paese ed hanno lasciato il loro segno in molte linee della società coloniale. Anche se pochi, questi primi italiani erano presenti in quasi tutti i livelli più elevati della società colombiana: nel 1812 Juan Dionisio Gamba, figlio di un mercante di Genova, fu presidente della Colombia.

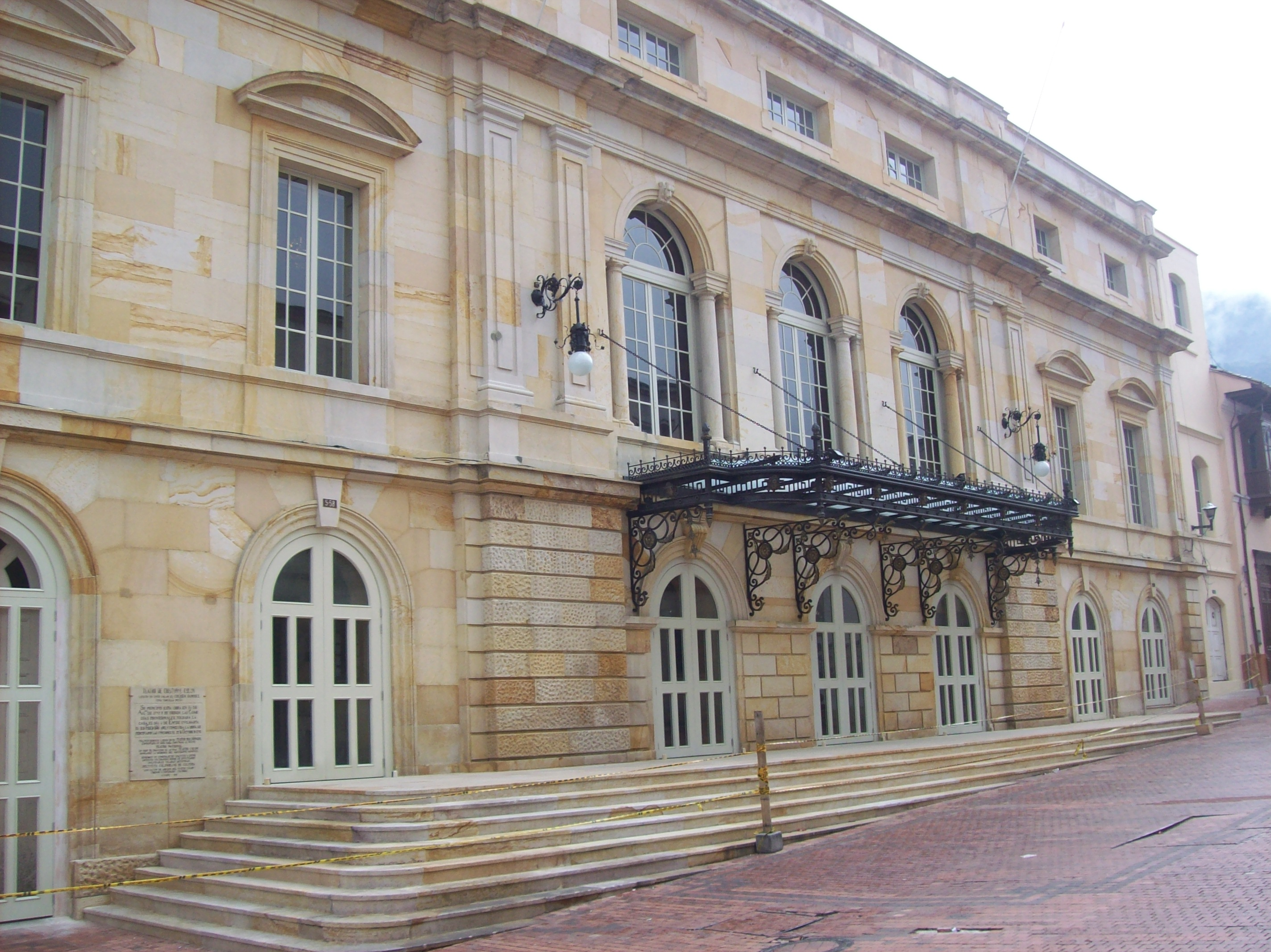
Teatro Colón Bogotà, progettato dall'architetto italiano Pietro Cantini

### XIX secolo e inizio XX secolo

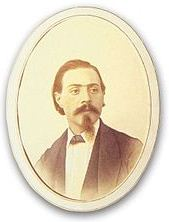
Oreste Sindici, musicista italiano (nazionalizzato colombiano) che ha composto la musica dell'inno nazionale della Colombia

A metà del XIX secolo molti italiani arrivati dal Sud Italia (soprattutto dalla provincia di Salerno, e dalle aree della Basilicata e della Calabria), giunsero sulla costa nord della Colombia: Barranquilla è stato il primo centro interessato da questa migrazione di massa.
Una delle prime mappe complete della Colombia, adottata ancora oggi con alcune modifiche, è stato redatto prima da un altro italiano, Agostino Codazzi, giunto a Bogotà nel 1849. Il colonnello Codazzi propose anche l'istituzione di una colonia agricola di italiani, sul modello di quanto fatto con la Colonia Tovar nel Venezuela, ma un fattore lo impedì.
Nel 1885 le relazioni diplomatiche per alcuni anni tra l'Italia e la Colombia furono interrotte. Quando un ricco uomo d'affari italiano nel Cauca colombiano di nome Ernesto Cerruti è stato posto contro l'oligarchia e la chiesa favorendo un partito liberale e locale massone. Le autorità di Bogota confiscarono le sue proprietà e l'hanno imprigionato. Questo ha causato un blocco del porto colombiano dalla Marina Militare Italiana e l'emigrazione dall'Italia è stata parzialmente chiusa fino al 1899.
Nel mese di novembre 1887, per commemorare l'indipendenza di Cartagena, è stata interpretata al Teatro Bogotà, una canzone fervente con testi di Rafael Núñez che è stata successivamente adottata dalla legge 1920 come "L'inno della Repubblica di Colombia": il suo fascino e la melodia sono venuti da qualcuno che fu arrivato come primo tenore in una compagnia d'opera, il musicista italiano Oreste Sindici.
Alcuni importanti edifici furono progettati e costruiti dagli italiani nel XIX secolo, come il famoso Teatro Colón nella capitale. Questo è uno dei teatri più rappresentativi della Colombia, con architettura neoclassica: fu costruito dall'architetto italiano Pietro Cantini e fondato nel 1892. Ha più di 2.400 metri quadrati (26.000 piedi quadrati) con una capacità di 900 persone. Questo famoso architetto italiano contribuì anche alla costruzione del Campidoglio Nazionale di Bogotà.
Lo scultore Cesare Sighinolfi si recò a Bogotà, in Colombia, nel 1880, invitato dal suo mentore Pietro Cantini per aiutare a decorare il Teatro Cristobal Colón. Fece monumenti a Cristoforo Colombo e Isabella la Cattolica (1906). A Bogotà, Cesare Sighinolfi successe ad Alberto Urdaneta, come direttore della "Scuola di Belle Arti di Bogotà", insegnando insieme a Luigi Ramelli e Pietro Cantini. Nel 1896, sempre a Bogotà, completò un ritratto di Rafael Reyes.
Nel 1908 -secondo la relazione del diplomatico Agnoli al Commissario italiano per l'Emigrazione- gli italiani in Colombia erano quasi mille: 400 a Barranquilla, 120 a Bogotà, meno di 100 a Cartagena e Bucaramanga, mentre a Cúcuta e in altre città minori vivevano circa poche decine. La maggior parte degli italiani proveniva dal Veneto e dalla Toscana; le sue attività principali erano il commercio, i ristoranti e gli alberghi, ma 30 italiani possedevano vaste terre e coltivavano con successo le loro fattorie.

### Seconda guerra mondiale e il presente
Dopo la "Seconda Guerra Mondiale" l'emigrazione italiana fu diretta principalmente a Bogotà, Cali e Medellín.
Gli immigrati italiani in Colombia contano con scuole italiane a Bogotà ("Leonardo da Vinci" e "Alessandro Volta"), a Medellín ("Leonardo da Vinci") e a Barranquilla ("Galileo Galilei").
Inoltre, ci sono alcune istituzioni promosse dal governo italiano, come la Sociedad Dante Alighieri, l'Instituto de Cultura italiana e la Casa de Italia, a Bogotà.

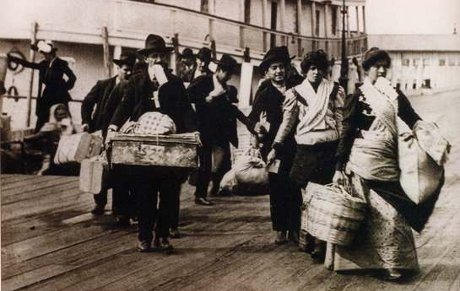
Italiani in arrivo in Colombia

Nelle città colombiane sopra indicate sono arrivati immigrati dalle regioni italiane, nelle seguenti proporzioni:
| Regioni               | %    |
| --------------------- | ---- |
| Campania              | 26,6 |
| Calabria              | 15,2 |
| Toscana               | 13,2 |
| Lombardia             | 7,7  |
| Friuli-Venezia Giulia | 5,2  |
| Trentino-Alto Adige   | 5,3  |
| Abruzzo               | 5,8  |
| Emilia-Romagna        | 4,3  |
| Veneto                | 4,1  |
| Basilicata            | 3,8  |
| Sicilia               | 3,2  |
| Piemonte              | 2,8  |
| Puglia                | 2,5  |
| Marche                | 1,8  |
| Molise                | 1,8  |
| Lazio                 | 1,1  |
| Umbria                | 0,8  |
| Liguria               | 0,7  |
| Sardegna              | 0,4  |
| Valle d'Aosta         | 0,0  |

## Lingua e cultura

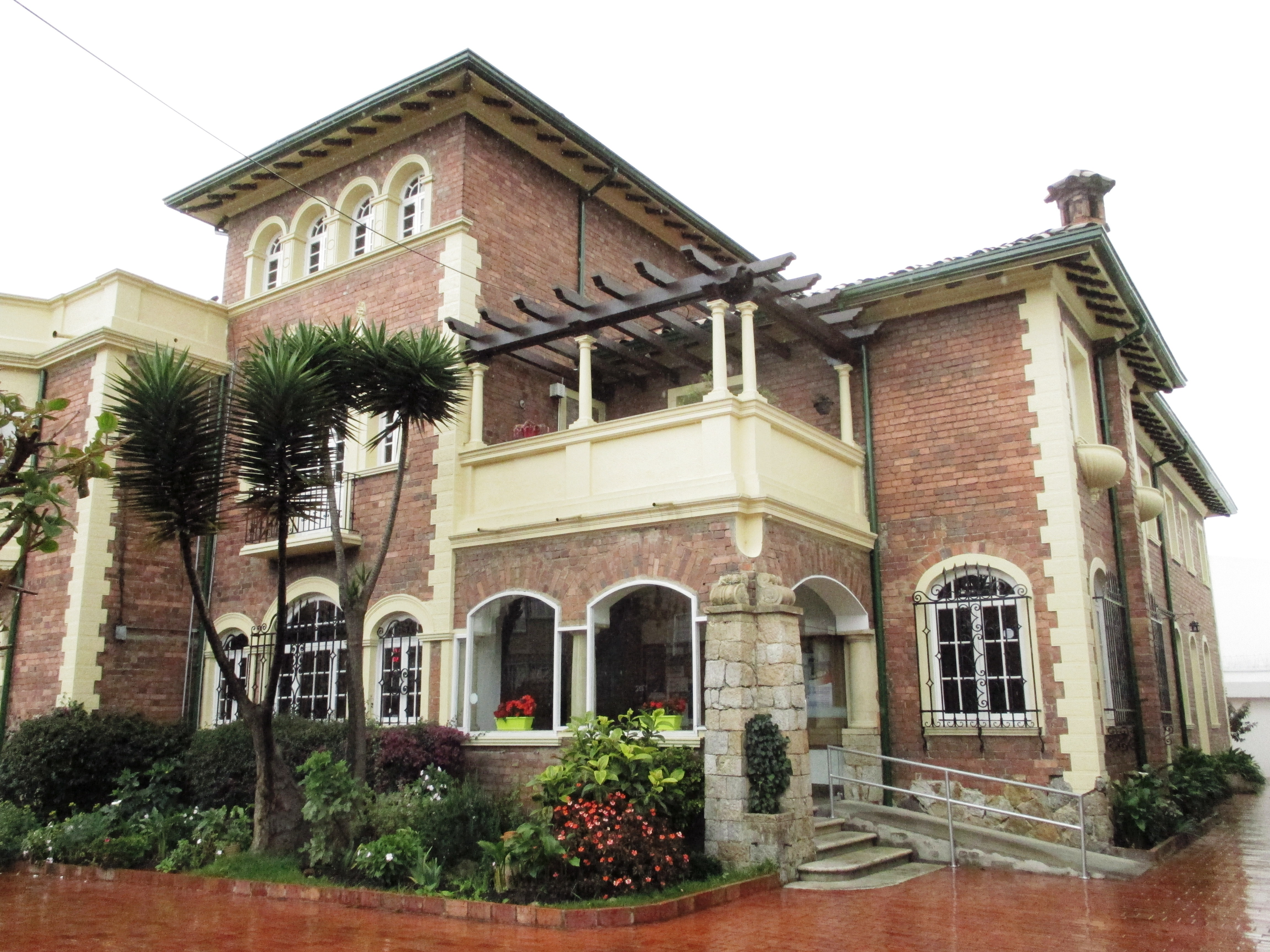
Istituto di Cultura Italiana nel quartiere Teusaquillo di Bogotà

Gli immigrati italiani si sono integrati facilmente nella società colombiana. Oggi la grande maggioranza dei loro discendenti parlano soltanto lo spagnolo, la lingua nazionale della Colombia. Circa il 24% degli oriundi comunque parla (o capisce un po') l'italiano nel 2008: circa 35.000 italo-colombiani.
Gli immigrati italiani e i loro discendenti in Colombia hanno accesso a enti privati che promuovono i legami tra l'Italia e la Colombia, nonché la conservazione della cultura e della lingua italiana nel paese sudamericano.

## Cucina
Gli italiani hanno portato in Colombia nuove ricette e tipi di cibo, ma hanno anche contribuito allo sviluppo della cucina colombiana. Spaghetti, lasagne e pizza sono alcuni dei cibi preferiti in Colombia oggi, grazie a loro.
Come in molti altri paesi, la cucina italiana è molto apprezzata nella maggior parte del territorio colombiano, con ottimi ristoranti nelle principali città e località turistiche.

## Notabili italo-colombiani
La Colombia è un paese molto vario, non solo etnicamente, ma anche culturalmente e socialmente.
Molti colombiani si sono distinti a livello nazionale e internazionale nei campi dell'arte, dello spettacolo, dello sport, della religione, della politica, tra gli altri. Alcuni di loro sono discendenti di italiani, i cui antenati sono arrivati nel territorio sudamericano ora chiamato Colombia, o pochi secoli fa (in epoca coloniale) o solo pochi decenni fa.

### Arte e Intrattenimento
Uno dei colombiani più importanti è l'artista Fernando Botero, nato nella città di Medellín nel 1932, diventando il pittore, disegnatore e scultore più riconosciuto dell'America Latina e, secondo alcuni esperti d'arte, l'artista plastico vivente più importante del mondo. Il suo stile figurativo, molto particolare per i suoi grandi volumi, è pienamente identificato in tutto il mondo. I suoi dipinti e sculture sono esposti nei musei e nelle strade delle principali città del mondo. In Colombia, spicca il Museo Botero, situato a Bogotà e la Plaza Botero, con alcune sue sculture, nel centro di Medellín.

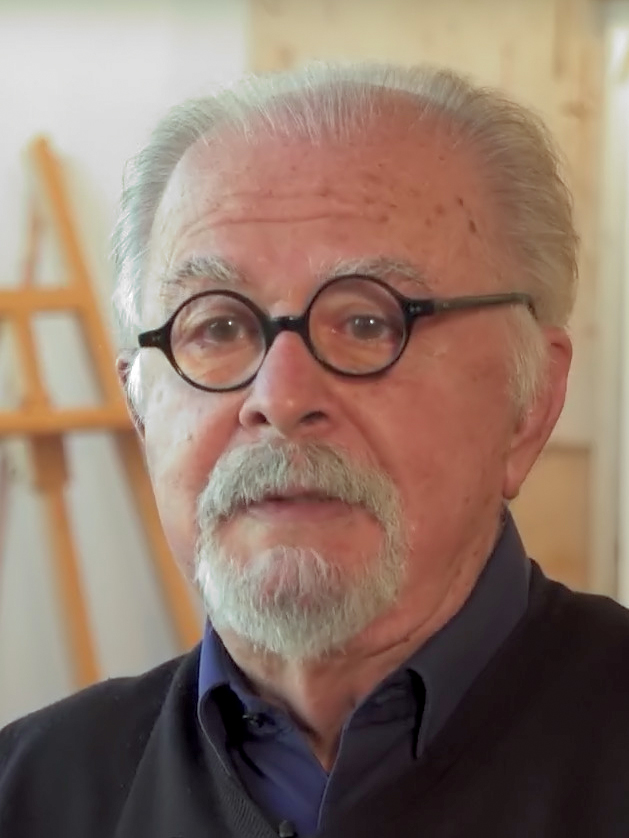
Fernando Botero, artista figurativo e scultore colombiano. Tutti i colombiani che portano questo cognome discendono da un cannoniere della marina italiano, nato nella Repubblica di Genova.

Allo stesso modo, attrici come María Cecilia Botero, Raquel Ércole e Andrea Nocetti, hanno trionfato nelle arti dello spettacolo in diversi periodi della storia della televisione, del cinema e del teatro in Colombia, così come oltre i suoi confini. Botero ed Ércole sono riconosciute come alcune delle più grandi attrici del paese, mentre Nocetti non solo ha recitato in televisione, ma è anche una modella rinomata ed è stata una reginetta di bellezza nazionale (Miss Colombia) nel 2000..  Un altro  famoso presentatore televisivo, Marcelo Cezán (vero nome Édgar Alfredo Gómez Menicagli), è figlio di un immigrato italiano, è anche cittadino italiano.
Nel campo della musica, l'artista più grande in Colombia è Shakira, nata nella città costiera di Barranquilla, che ha origini italiane dalla sua famiglia materna, oltre alle sue ben note origini libanesi. Il cantautore Rodolfo Aicardi, anch'egli originario della regione dei Caraibi colombiani, era conosciuto e apprezzato da diverse generazioni di colombiani nel XX secolo per le sue composizioni di musica tropicale, inclusi ritmi come cumbia e merengue. Sono inoltre presenti diversi autori di origini italiane come Hector Abad Faciolince, autore del romanzo La nostra storia .

### Religione
Nel campo della religione, la Colombia ha avuto diverse personalità di spicco, note per il loro lavoro al servizio della Chiesa cattolica e delle comunità bisognose, sia a livello nazionale che internazionale.

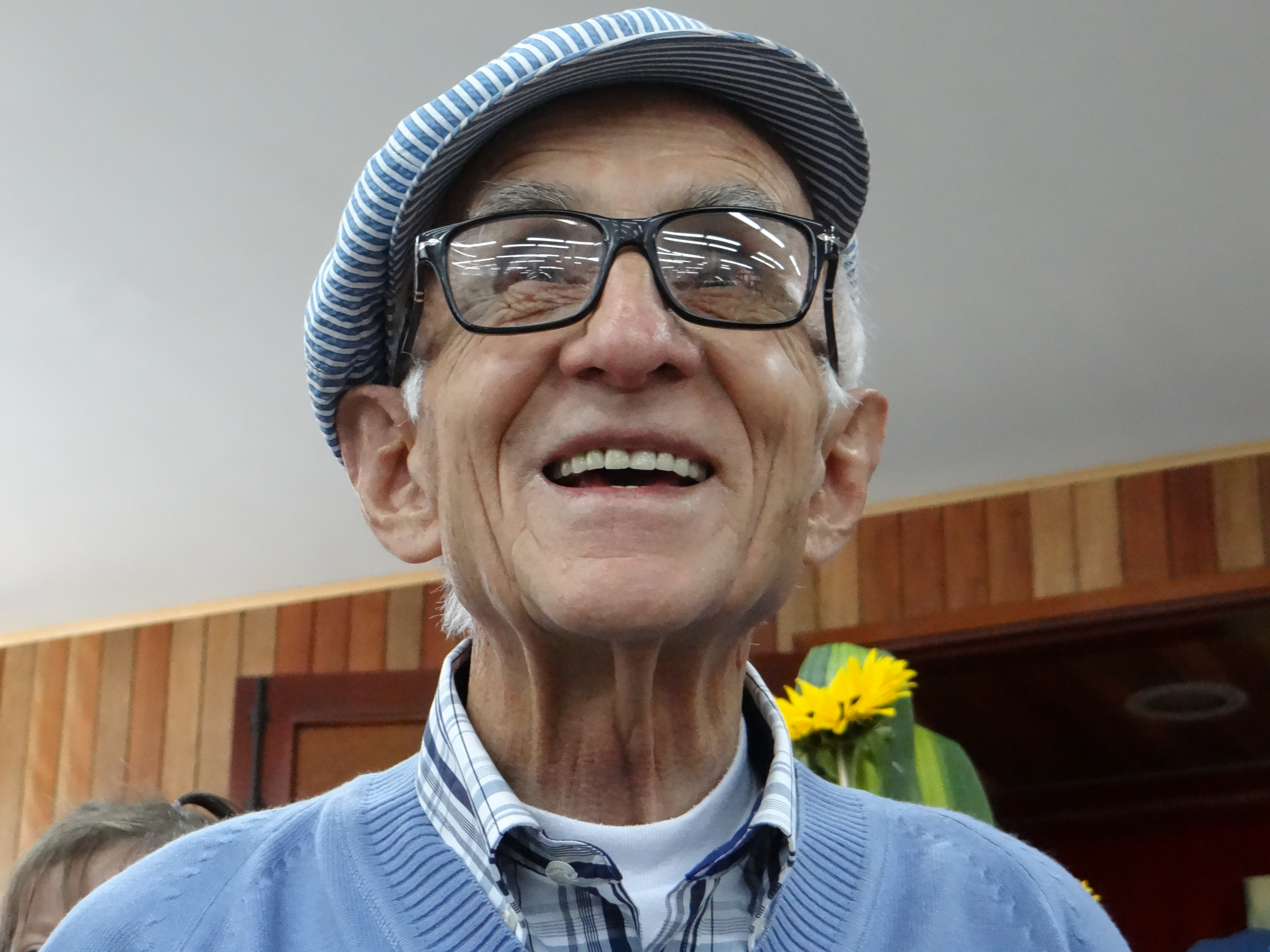
Padre Saverio De Nicoló

Forse il chierico più importante appartenente al gruppo italo-colombiano è Mario Revollo Bravo, nato nella città di Genova, Italia, figlio di genitori bogotani. Revollo Bravo fu portato in Colombia quando i suoi genitori tornarono in quel paese, compiendovi una notevole carriera ecclesiastica, iniziando come sacerdote fino a quando, molti anni dopo, papa Giovanni Paolo II lo nominò Cardinale sacerdote e poi Cardinale di San Bartolomeo all'Isola (titolo cardinalizio).
Anche padre Saverio De Nicoló è stato una figura molto importante, non solo per il suo lavoro di sacerdote, ma anche per le sue opere a favore dei bambini più vulnerabili del territorio colombiano. Padre Saverio ha ricevuto numerosi riconoscimenti da organizzazioni come l'UNICEF, per il suo lavoro in alcune delle principali città della Colombia, per la riabilitazione e l'educazione dei bambini senza fissa dimora. De Nicoló ha anche ricevuto l'Ordine di Boyacá, che è la più alta onorificenza che un cittadino nazionale o straniero (civile o militare) può ricevere dal governo colombiano.

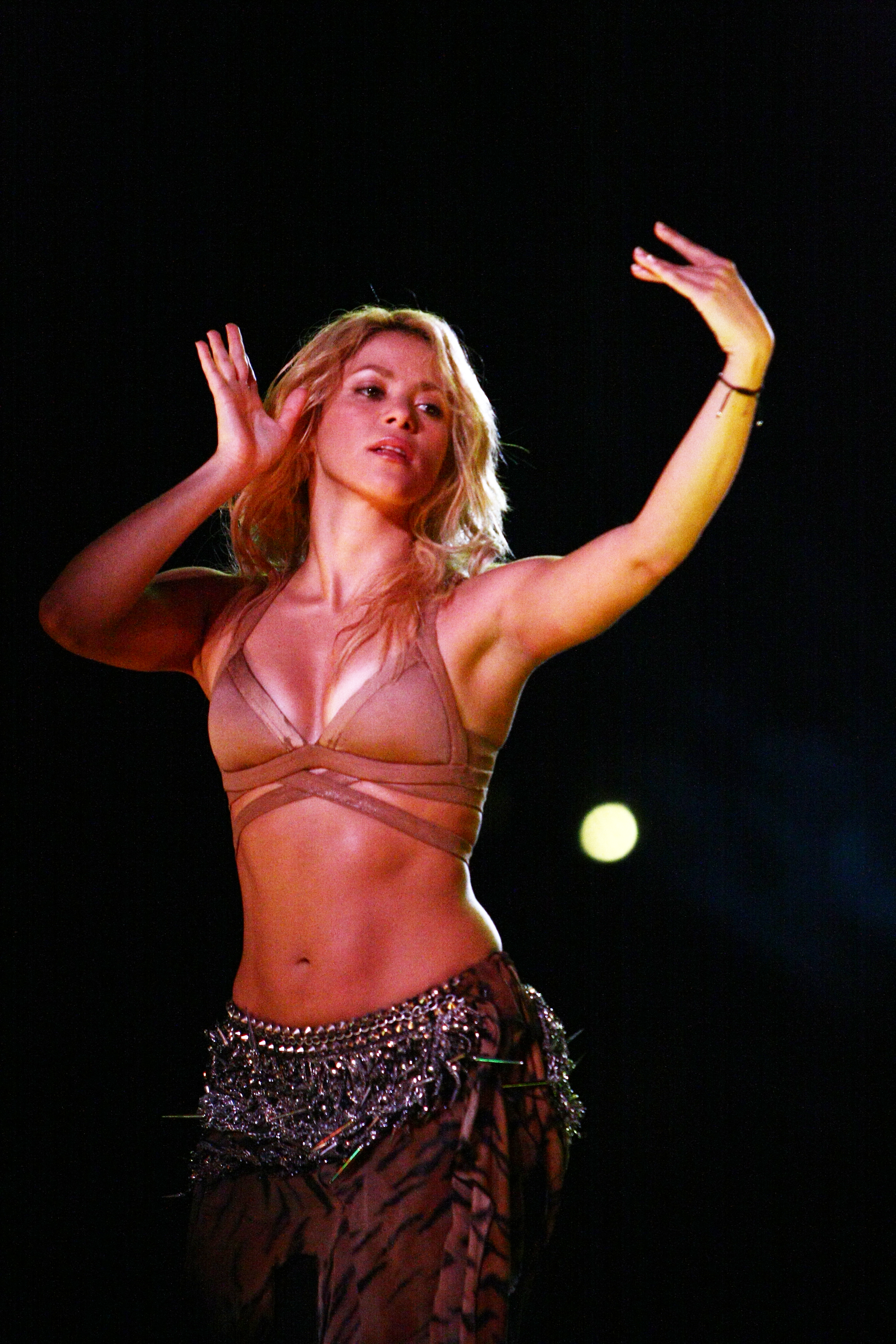
La cantautrice colombiana Shakira, oltre ad avere origini libanesi, da parte di madre ha anche origini italiane

### Politica
La Colombia è governata da leader di varie regioni del paese e di origini diverse. Tra i politici colombiani di origine italiana c'è Armando Benedetti, noto giornalista e politico, membro per più periodi del congresso colombiano, che nel periodo 2010-2011 è stato eletto Presidente del Senato della Repubblica.
Anche l'economista e politico Gustavo Petro ha origini italiane. Il suo bisnonno, il signor Francesco Petro, emigrò dall'Italia meridionale nel dipartimento di Córdoba, nel nord della Colombia, intorno all'anno 1870. Petro ha sviluppato una vasta carriera politica in questo paese sudamericano, ricoprendo le cariche di Consigliere di Zipaquirá, Deputato alla Camera dei rappresentanti della Colombia, Sindaco di Bogotà, Senatore della Repubblica e, il 19 giugno 2022, è stato eletto da voto popolare come Presidente della Repubblica di Colombia per il periodo 2022-2026.
Durante l'assalto al Palazzo di Giustizia di Bogotà, in Colombia, orchestrato dal gruppo M-19 di cui faceva parte Gustavo Petro, tre dei magistrati assassinati erano di origine italiana: Alfonso Patiño Roselli, Fabio Calderón Botero ed Eduardo Gnecco.
Un altro magistrato di spicco italo-colombiano, ancora in vita, è Pedro Lafont Pianetta.
Uno degli autori intellettuali dell'omicidio del politico Luis Carlos Galan Sarmiento, insieme a Pablo Escobar, fu Alberto Santofimio Botero, di origine italiana, così come tutte le altre persone che portano questo cognome in Colombia.
Il leader del gruppo paramilitare AUC, Salvatore Mancuso Gómez, è figlio di un immigrato italiano. Anche Darío Laíno Scopetta, condannato a 32 anni di carcere per legami con lo stesso gruppo paramilitare della costa caraibica colombiana, ha antenati italiani.

### Sport
In campo sportivo si sono distinti personalità come il calciatore e telecronista sportivo Norberto Peluffo, appassionato di calcio fin dall'infanzia e ampiamente riconosciuto per la sua carriera sportiva; così come i calciatori e fratelli Francisco Cassiani e Geovanis Cassiani, che furono calciatori della nazionale colombiana negli anni '90 e di alcuni club del campionato di calcio colombiano. Francisco ha giocato anche in squadre di calcio professionistiche in Argentina, Cile e Perù. Più recentemente, Nicolás Benedetti, un giocatore nato a Cali, ha giocato con successo in alcune squadre di calcio colombiane e messicane.
La Colombia è anche una potenza mondiale in diverse discipline ciclistiche.
Tra i migliori ciclisti della storia nazionale c'è Santiago Botero, che ha ottenuto più vittorie di tappa alla Vuelta a España, al Tour de France e alla Vuelta a Colombia, oltre a titoli e medaglie d'oro in diverse gare professionistiche, sia nazionali che internazionali.